# 101 Collins Street
101 Collins Street là một tòa nhà chọc trời nằm trên phố Collins của Melbourne, Úc. Được thiết kế bởi công ty kiến trúc Denton Corker Marshall, tòa nhà này cao 260 m với 57 tầng lầu.